# Gašper Berlot
Gašper Berlot (* 6. August 1990 in Titovo Velenje) ist ein slowenischer Nordischer Kombinierer.

## Werdegang
Berlot gab sein internationales Debüt bei FIS-Rennen 2005. Bei der Junioren-Weltmeisterschaft 2007 in Tarvisio erreichte er mit dem Team den zehnten Platz. Im Sprint kam er auf den 22. und im Gundersen auf den 28. Platz. Ein Jahr später bei der Junioren-WM gelang ihm in Zakopane der 15. Platz im Gundersen und der 21. Platz im Sprint. Am 10. Januar 2009 gab er in Val di Fiemme sein Debüt im Weltcup der Nordischen Kombination. Dabei gelang ihm bereits im zweiten Weltcup-Rennen mit Platz 25 der Gewinn von Weltcup-Punkten. Die Saison 2008/09 beendete er auf dem 68. Platz der Gesamtwertung. Bei der Junioren-Weltmeisterschaft 2009 in Štrbské Pleso verpasste er mit dem vierten Platz im Gundersen über 5 km nur knapp die Medaillenränge. Im Gundersen über 10 km wurde er am Ende 19. und mit dem Team erreichte er den zwölften Platz. Bei den Nordischen Skiweltmeisterschaften 2009 in Liberec konnte er keine vorderen Platzierungen erreichen. Bei den slowenischen Sommer-Meisterschaften in Kranj 2009 wurde Berlot slowenischer Meister. Bei den Olympischen Winterspielen 2010 in Vancouver erreichte er von der Normal- wie auch von der Großschanze im Einzel den 37. Platz. Die Saison 2009/10 beendete er mit zwei Weltcup-Punkten auf dem 66. Platz der Weltcup-Gesamtwertung.
Nach guten Ergebnissen im Sommer-Grand-Prix 2010 startete Berlot auch in die Saison 2010/11 mit Punktgewinnen in Kuusamo und Lillehammer. Im Anschluss daran fiel es ihm schwer an diese Ergebnisse anzuknüpfen. Daher wechselte er im Februar 2011 in den Continental Cup. Dabei stand er bei seinem zweiten Start in Eisenerz als Dritter auf dem Podium. Bei den Nordischen Skiweltmeisterschaften 2011 in Oslo konnte er sich erneut nicht im vorderen Teilnehmerfeld platzieren. Beim Sommer-Grand-Prix 2011 gelang ihm überraschend ein vierter Platz in Oberwiesenthal, womit er nur knapp die Podestplätze verpasste. Diesen Erfolg wiederholte er ein Jahr später und konnte sich sogar noch einmal steigern und wurde 2012 Dritter. Im Weltcup blieb er hinter der Weltspitze zurück und konnte sich in keinem Rennen unter den Top 20 platzieren.
Bei den Nordischen Skiweltmeisterschaften 2013 im Val di Fiemme erreichte er die Ränge 40 und 44 in den Einzeldisziplinen und Rang neun im Teamwettbewerb. Die Saison 2012/13 beendete er auf Rang 65 der Weltcup-Gesamtwertung.

## Statistik

### Platzierungen bei Olympischen Winterspielen
| Jahr und Ort   | Wettbewerb   | Wettbewerb   | Wettbewerb |
| Jahr und Ort   | Gundersen NS | Gundersen GS | Team       |
| -------------- | ------------ | ------------ | ---------- |
| 2010 Vancouver | 37.          | 37.          | –          |
| 2014 Sotschi   | 34.          | 33.          | –          |

### Weltcup-Platzierungen
| Saison  | Platz | Punkte |
| ------- | ----- | ------ |
| 2008/09 | 68.   | 06     |
| 2009/10 | 66.   | 02     |
| 2010/11 | 46.   | 23     |
| 2011/12 | 51.   | 15     |
| 2012/13 | 65.   | 05     |
| 2013/14 | 54.   | 25     |
| 2014/15 | 36.   | 71     |